# Polom (district de Přerov)
Pour les articles homonymes, voir Polom.
Polom (en allemand : Pohl) est une commune du district de Přerov, dans la région d'Olomouc, en République tchèque. Sa population s'élevait à 275 habitants en 2020.

## Géographie
Polom se trouve à 8 km à l'est-nord-est de Hranice, à 12,5 km à l'ouest-sud-ouest de Nový Jičín, à 31 km au nord-est de Přerov, à 42,5 km à l'est d'Olomouc et à 252 km à l'est-sud-est de Prague.
La commune est limitée par Bělotín à l'ouest et au nord, par Jeseník nad Odrou et Starý Jičín à l'est, et par Hustopeče nad Bečvou et Špičky au sud.

## Histoire
La première mention écrite de la localité date de 1271.

## Transports
Par la route, Polom se trouve à 11 km de Hranice, à 16,5 km de Nový Jičín, à 36 km de Přerov, à 46,5 km d'Olomouc et à 285 km de Prague.